# Slipper Hill Reservoir
Das Slipper Hill Reservoir ist ein Stausee in Lancashire, England. Es liegt westlich von Foulridge und nördlich von Colne. Der Stausee hat einen unbenannten Zufluss an seiner Nordseite und einen unbenannten Abfluss an seiner Südostseite. Der Abfluss vereinigt sich mit dem Slipper Hill Clough zum Wanless Water.